# Асюриска Фьоренинген
Асюриска Фьоренинген (на шведски: Assyriska Föreningen) е шведски футболен отбор от град Сьодертеле. Основан е през 1974 г. от потомци на асирийските бежанци от Османската империя по време на геноцида през 1915 г. Играл е в първото ниво на шведския футбол Алсвенскан през сезон 2005 г. Състезава се във второто ниво на шведския футбол групата Суперетан.

## Успехи
- Купа на Швеция  (1): 2003 г.